# Liste von Cellokonzerten
Cellokonzerte und andere Werke für Violoncello und Orchester, alphabetisch nach Komponist sortiert.

## Cellokonzerte des 18. Jahrhunderts

### Abel, Carl Friedrich(1723–1787)
- Cellokonzert Nr. 1 B-Dur, WKO 52, 1758
- Cellokonzert Nr. 2 C-Dur, WKO 60, 1782

### Bach, Carl Philipp Emanuel(1714–1788)
- Cellokonzert in A-Moll, Wq. 170, 1750
- Cellokonzert in B-Dur, Wq. 171, 1751
- Cellokonzert in A-Dur, Wq. 172, 1753

### Boccherini, Luigi(1743–1805)
- Cellokonzert in Es G. 474
- Cellokonzert in A G. 475
- Cellokonzert in D G. 476
- Cellokonzert in E G. 477, 1770 gedruckt
- Cellokonzert in D G. 478
- Cellokonzert in D G. 479, 1770 gedruckt
- Cellokonzert  in G G. 480, 1770 gedruckt
- Cellokonzert in C G. 481, 1771 gedruckt
- Cellokonzert in B G. 482
- Cellokonzert in D G. 483
- Cellokonzert in C G. 573
- Cellokonzert in Es G. deest

### Duport, Jean-Louis(1749–1819)
- Cellokonzert Nr. 1 in A-Dur op.1/1, 1785
- Cellokonzert Nr. 2 in G-Dur op. 1/2, 1785
- Cellokonzert Nr. 3 op. 1/3, 1787

### Haydn, Joseph(1732–1809)
- Cellokonzert Nr. 1 C-Dur Hob. VIIb:1
- Cellokonzert Nr. 2 D-Dur Hob. VIIb:2, 1783

### Hertel, Johann Wilhelm(1727–1789)
- Cellokonzert in A-Dur, 1755
- Cellokonzert in a-Moll, 1759

### Monn, Matthias Georg(1717–1750)
- Cellokonzert g-moll

### Platti, Giovanni Battista
- Konzert für Violoncello obligato, Streicher und Basso continuo d-moll, WD 650, vermutlich 1724
- Concerto  für Violoncello obligato, Streicher und Basso continuo in A-Dur, WD 654,  vermutlich 1724
- Concerto  für Violoncello, Streicher und Basso continuo in d-moll, WD 657,  vermutlich 1724
- Concerto für Violoncello und Streicher C-Dur WD 646
- Concerto für Violoncello und Streicher c-moll WD 669
- Concerto  für Violoncello, Streicher und Basso continuo D-Dur

### Porpora, Nicola Antonio(1686–1768)
- Concerto in G-Dur für Violoncello und Streicher

### Tartini, Giuseppe(1692–1770)
- Concerto in A-Dur für Violoncello und Streicher, GT 1.A28.
- Concerto in D-Dur für Violoncello und Streicher, GT 1.D34.

### Vandini, Antonio(um 1690–1778)
- Cellokonzert D-Dur Van. 5

### Vivaldi, Antonio(1678–1741)
- Cellokonzert in C RV 398
- Cellokonzert in C RV 399
- Cellokonzert in C RV 400
- Cellokonzert in c RV 401
- Cellokonzert in c RV 402
- Cellokonzert in D RV 403
- Cellokonzert in d RV 405
- Cellokonzert in d RV 406
- Cellokonzert in d RV 407
- Cellokonzert in E♭ RV 408
- Cellokonzert in e RV 409
- Cellokonzert in F RV 410
- Cellokonzert in F RV 411
- Cellokonzert in F RV 412
- Cellokonzert in G RV 413
- Cellokonzert in G RV 414
- Cellokonzert in g RV 416
- Cellokonzert in g RV 417
- Cellokonzert in a RV 418
- Cellokonzert in a RV 419
- Cellokonzert in a RV 420
- Cellokonzert in a RV 421
- Cellokonzert in a RV 422
- Cellokonzert in B♭ RV 423
- Cellokonzert in h RV 424
- Cellokonzert in e RV 787
- Cellokonzert in B♭ RV 788

## Cellokonzerte des 19. Jahrhunderts

### Abbiate, Luigi(1866–1933)
- Cellokonzert d-Moll op. 35, 1895

### Albert, Eugen d’(1864–1932)
- Cellokonzert C-Dur op. 20, 1899

### Davidoff, Carl(1838–1889)
- Cellokonzert Nr.1 h-Moll op. 5, 1859
- Cellokonzert Nr.2 a-Moll op. 14, 1863
- Cellokonzert Nr.3 D-Dur op. 18, 1868
- Cellokonzert Nr.4 e-Moll op. 31, 1880

### Dietrich, Albert(1829–1908)
- Konzert für Violoncello und Orchester g-Moll op. 32

### Duport, Jean-Louis(1749–1819)
- Cellokonzert Nr. 4 in e-Moll op. 2/1, 1801
- Cellokonzert Nr. 5 in D-Dur op. 2/2, 1814
- Cellokonzert Nr. 6 in d-Moll op. 2/3, 1815

### Dvořák, Antonín(1841–1904)
- Konzert A-Dur für Violoncello und Klavier B. 10
- Cellokonzert h-Moll op. 104. UA: 19. März 1896 in London. Solist: Leo Stern

### Herbert, Victor(1859–1924)
- Cellokonzert Nr. 1 in D-Dur op. 8, 1884
- Cellokonzert Nr. 2 in e-Moll op. 30, 1894

### Klengel, Julius(1859–1933)
(siehe auch unter 20. Jahrhundert)
- Cellokonzert Nr. 1 a-moll op. 4, Uraufführung: 16. Dezember 1880 in Leipzig
- Cellokonzert Nr. 2 d-moll op. 20, Uraufführung: 25. Januar 1883 in Leipzig
- Cellokonzert Nr. 3 a-moll op. 31

### Lalo, Édouard(1823–1892)
- Cellokonzert d-moll, 1877, Uraufführung: 9. Dezember 1877 in Paris, Solist: Adolphe Fischer

### Piatti, Alfredo(1822–1901)
- Concerto Nr. 1 für Violoncello und Orchester oder Klavier in B-Dur op. 24, 1872
- Concerto Nr. 2 für Violoncello und Orchester in d-moll op. 26, 1873

### Popper, David(1843–1913)
- Concerto Nr. 1 für Violoncello und Orchester d-moll op. 8
- Concerto Nr. 2 für Violoncello und Orchester e-moll op. 24
- Im Walde, Suite für Violoncello und Orchester op. 50
- Concerto Nr. 3 für Violoncello und Orchester G-Dur op. 59
- Concerto Nr. 4 für Violoncello und Orchester h-moll op. 72

### Romberg, Bernhard(1767–1841)
- Concerto Nr. 1 für Violoncello und Orchester B-Dur op. 2, 1803
- Concerto Nr. 2 für Violoncello und Orchester, op. 3
- Concerto Nr. 3 für Violoncello und Orchester G-Dur op. 6
- Concerto Nr. 4 für Violoncello und Orchester e-moll op. 7, 1812, UA: Mai 1812 in München.
- Concerto Nr. 5 für Violoncello und Orchester fis-moll op. 30, 1820

### Röntgen, Julius(1855–1932)
(siehe auch unter 20. Jahrhundert)
- Cellokonzert Nr. 1 e-Moll, 1894

### Saint-Saëns, Camille(1835–1921)
(siehe auch unter 20. Jahrhundert)
- Konzert für Violoncello Nr. 1 a-Moll op. 33, 1872

### Schumann, Robert(1810–1856)
- Konzert für Violoncello und Orchester in a-Moll op. 129, 1850

### Strauss, Richard(1864–1949)
- Romanze für Violoncello und Orchester WoO 75, 1883

### Sullivan,  Arthur(1842–1900)
- Cellokonzert D-Dur, 1866, UA: 24. November 1866 in London, Solist: Alfredo Piatti

### Tschaikowski, Pjotr Iljitsch(1840–1893)
- Rokoko-Variationen A-Dur für Violoncello und Orchester op. 33, 1876/1877

### Vieuxtemps, Henri(1820–1881)
- Konzert für Violoncello Nr. 1 a-Moll op. 46, 1877
- Konzert für Violoncello Nr. 2 h-Moll op. 50, 1883

### Volkmann, Robert(1815–1883)
- Konzert für Violoncello und Orchester a-Moll op. 33, 1853–55, UA: 22. November 1857 in Wien, Solist: Karl Schlesinger

## Cellokonzerte des 20. Jahrhunderts

### Aarne, Els(1917–1995)
- Cellokonzert Nr. 1 op. 59; 1974
- Cellokonzert Nr. 2 op. 67; 1980
- Cellokonzert Nr. 3 op. 80; 1987

### Aavik, Juhan(1884–1982)
- Cellokonzert op. 109, 1949

### Abd el Rahim, Gamal(1924–1988)
- Rhapsodie für Cello und Orchester, 1975

### Abendroth, Walter(1896–1973)
- Konzert für Violoncello und Orchester, op. 41, 1960

### Abrahamsen, Hans(* 1952)
- Lied in Fall für Cello und dreizehnInstrumente, 1987

### Abril, Antón García(1933–2021)
- Concierto de las Tierras Altas für Cello und Orchester, 1999

### Achron, Joseph(1886–1943)
- Hazzan, Op. 34, für Cello und Orchester, 1912

### Adame, Rafael(1906–1963)
- Concertino für Cello und Orchester, 1929

### Adaskin, Murray(1906–2002)
- Adagio für Cello und Orchester, 1975

### Aho, Kalevi(* 1949)
- Konzert für Violine und Orchester Nr. 1, 1983/84[1]
- Konzert für Violoncello und Orchester Nr. 2, 2013[1]

### Albert, Stephen(1941–1992)
- Violoncellokonzert, 1989

### Albin, Roger (1920–2001)
- Concertino für Cello und Orchester, 1967

### Allende Sarón, Pedro Humberto(1885–1959)
- Cellokonzert, 1915

### Alnar, Ferid(1906–1978)
- Cellokonzert, 1943

### Ambrosius, Hermann(1897–1983)
- Cellokonzert

### Asaraschwili, Wascha(* 1936)
- Cellokonzert, 1978

### Atterberg, Kurt(1887–1974)
- Cellokonzert c-Moll op.21, 1922, UA: 1923 in Berlin, Solist: Hans Bottermund

### Bacewicz, Grażyna(1909–1969)
- Cellokonzert Nr. 1, Uraufführung: 21. September 1951 in Warschau, Solist: Miloš Sádlo
- Cellokonzert Nr. 2, Uraufführung: 29. September 1963 in Warschau, Solist: Gaspar Cassadó

### Barber, Samuel(1910–1981)
- Cellokonzert op.22, UA: 5. April 1946 in Boston, Solistin: Raya Garbousova

### Ben-Haim, Paul(1897–1984)
- Cellokonzert, 1962

### Bloch, Ernest(1880–1959)
- Schelomo: Rhapsodie Hébraïque für Violoncello und großes Orchester, 1916

### Bridge, Frank(1879–1941)
- Oration, Concerto elegiaco für Cello und Orchester, 1930

### Casals, Enric(1892–1986)
- Konzert für Violoncello und Orchester in F-Dur im romantischen seriösen Stil, 1946.

### Casella, Alfredo(1883–1947)
- Cellokonzert op. 58, 1934/35.

### Castelnuovo-Tedesco, Mario(1895–1968)
- Konzert für Violoncello und Orchester in F-Dur, op. 72 UA: 1935 in New York, Solist: Gregor Piatigorsky

### Cerha, Friedrich(1926–2023)
- Konzert für Violoncello und Orchester, 1989/96, UA: 11. September 1998 in Berlin Solist: Heinrich Schiff

### Delius, Frederick(1862–1934)
- Cellokonzert, 1921

### Dutilieux, Henri(1916–2013)
- Konzert für Violoncello und Orchester „Tout un monde lointain“, 1970

### Elgar, Edward(1857–1934)
- Cellokonzert e-Moll, op. 85. UA: 1919

### Finzi, Gerald(1901–1956)
- Cellokonzert a-Moll, op. 40, 1955 UA: Cheltenham Festival 1955, Solist: Christopher Bunting

### Fortner, Wolfgang(1907–1987)
- Konzert für Violoncello, 1951

### Gál, Hans(1890–1987)
- Konzert für Violoncellokonzert und Orchester h-Moll op. 67, 1944 UA: November 1950 in Göteborg.

### Gernsheim, Friedrich(1839–1916)
- Violoncellokonzert e-Moll op. 78, 1903

### Goldschmidt, Berthold(1903–1996)
- Konzert für Violoncello und Orchester op. 23, 1953

### Graener, Paul(1872–1944)
- Konzert für Violoncello und Kammerorchester op. 78, 1927

### Gulda, Friedrich(1930–2000)
- Konzert für Violoncello und Blasorchester, 1980/81, UA: 5. Oktober 1981 in Villach,  Solist: Heinrich Schiff

### Hamann, Bernhard(1909–1968)
- Konzert für Violoncello und Orchester in d-Moll op. 5, 1938, UA durch Gaspar Cassadó

### Herz, Maria(1878–1950)
- Konzert für Violoncello und Orchester op. 10, 1930

### Hindemith, Paul(1895–1963)
- Konzert für Violoncello und Orchester in Es-Dur op. 3, UA: 1916 in Frankfurt am Main

- Konzert für Violoncello und Orchester, 1940, UA: 7. Februar 1941 in Boston Solist: Gregor Piatigorsky

### Honegger, Arthur(1892–1955)
- Cellokonzert, H.72, 1929, UA: 17. Februar 1930 in Boston Solist: Maurice Maréchal

### Kabalewski, Dmitri(1904–1987)
Cellokonzert No 1 in G minor, Op 49
Cellokonzert 2 c-Moll op.77

### Kapustin, Nikolai(1937–2020)
- Konzert für Violoncello und Orchester Nr. 1 op. 85, 1997

### Khachaturian, Aram(1903–1978)
- Cello Concerto in e-Moll, 1946, UA: 30. Oktober 1946 in Moskau, Solist: Sviatoslav Knushevitsky

### Klengel, Julius(1859–1933)
- Cellokonzert Nr. 4 h-moll op. 37, 1901

### Kōmei, Abe(1911–2006)
- Cellokonzert d-Moll, 1937. UA: 31. März 1942

### Korngold, Erich Wolfgang(1897–1957)
- Konzert für Cello und Orchester in C op. 37 in einem Satz, 1946

### Krenek, Ernst(1900–1991)
- Konzert für Violoncello und Orchester Nr.1 op. 133, 1915/53 UA: 4. März 1954 in Los Angeles
- Konzert für Violoncello und Orchester Nr.2 op. 236, 1982 UA: 9. August 1983 in Salzburg

### Lindberg, Magnus(* 1958)
- Cellokonzert Nr.1, 1997–1999/überarbeitet 2001 UA: 6. Mai 1999 in Paris. Solist: Anssi Karttunen

### Linde, Bo (1933–1970)
- Cellokonzert c-Moll op. 29, 1964/65 UA: 6. März 1965 in Sandviken. Solist: Guido Vecchi

### Lutoslawski, Witold(1913–1994)
- Konzert für Violoncello und Orchester, 1969–1970

### Marteau, Henri(1874–1934)
- Cellokonzert B-Dur op. 7, 1904/05, UA: 29. Mai 1905 in Dortmund, Solist: Karl Piening

### Martin, Frank(1890–1974)
- Cellokonzert, 1965/66 UA: 1967 in Basel, Solist: Pierre Fournier

### Martinů, Bohuslav(1890–1959)
- Konzert für Violoncello und Orchester Nr.1, 1930/55, UA: 13. Dezember 1931 (1. Fassung) 5. Dezember 1955 (3. Fassung)
- Konzert für Violoncello und Orchester Nr.2, 1944/45, UA: 25. Mai 1965 in Budweis

### Matthus, Siegfried(1934–2021)
- Konzert für Violoncello und Orchester, 1975, UA: 9. September 1976 in Dresden

### Medek, Tilo(1940–2006)
- Konzert für Violoncello und Orchester Nr. 1, 1978/82, UA: 8. Oktober 1978 in Berlin (UA der Neufassung: 26.11.1982 in München)
- Konzert für Violoncello und Orchester Nr. 2, 1984, UA: 14. Juni 1984 in Meisenheim
- Konzert für Violoncello und Orchester Nr. 3, 1992, UA: 11. Mai 1992 in Hannover

### Milhaud, Darius(1892–1974)
- Cellokonzert Nr. 1 op. 136, 1938
- Suite CIsalpine sur des airs populaires piémontais für Violoncello und Orchester op. 332, 1954
- Cellokonzert Nr. 2 op. 255, 1965

### Mjaskowski, Nikolai Jakowlewitsch(1881–1950)
- Cellokonzert c-Moll op. 66. 1944/45

### Panufnik, Andrzej(1914–1991)
- Concerto für Cello und Orchester, 1991 UA: 24. Juni 1992 in London. Solist: Mstislav Rostropovich

### Penderecki, Krzysztof(1933–2020)
- Sonata für Violoncello und Orchester, 1964
- Concerto für Violoncello und Orchester, 1966–1967 (revidiert 1971/1972)
- Concerto No. 2 für Violoncello und Orchester, 1982
- Adagio für Cello und Orchester, 2002/2003
- Largo für Cello uns Orchester, 2007

### Prokofjew, Sergej(1891–1953)
- Violoncellokonzert e-Moll, op. 58, UA: 26. November 1938 in Moskau

### Pärt, Arvo(* 1935)
- Concerto für Violoncello und Orchester Pro et contra, 1966, UA: 3. November 1967 in Tallinn. Solist: Toomas Velmet

### Raphael, Günter(1903–1960)
- Konzert in d-Moll für Violoncello und Kammerorchester, op. 24, 1929

### Rautavaara, Einojuhani(1928–2016)
- Konzert für Violoncello und Orchester Nr. 1, 1968

### Reiner, Karel(1910–1979)
- Cellokonzert op. 34, 1941-43, UA: 3.12.2010 in Prag. Solist: Sebastian Foron

### Reizenstein, Franz(1911–1968)
- Cellokonzert in G, 1936, Uraufführung 1951. Solist: William Pleeth

### Reuter, Fritz(1896–1963)
- Konzert für Violoncello und Orchester, op. 21, 1927. UA: Mai 1929 Mitteldeutscher Rundfunk. Solist: Fritz Schertel[2]

### Rodrigo, Joaquin(1901–1999)
- Concierto como un divertimento, 1982

### Röntgen, Julius(1855–1932)
- Cellokonzert Nr. 2 g-Moll, 1909
- Cellokonzert Nr. 3 fis-Moll, 1928

### Rota, Nino(1911–1979)
- Concerto No. 1 für Violoncello und Orchester, 1972
- Concerto No. 2 für Violoncello und Orchester, 1973. UA: 15. Mai 1987 in Bari.

### Saint-Saëns, Camille(1835–1921)
(siehe auch unter 19. Jahrhundert)
- Konzert für Violoncello Nr. 2 d-Moll op. 119, 1902

### Schnittke, Alfred(1934–1998)
- Konzert Nr. 1 für Violoncello und Orchester, 1985/86
- Konzert Nr. 2 für Violoncello und Orchester, 1990

### Schoeck, Othmar(1886–1957)
- Konzert für Violoncello und Orchester op. 61, 1947. UA: 10. Februar 1948 in Zürich. Solist: Pierre Fournier

### Schostakowitsch, Dmitri Dmitrijewitsch(1906–1975)
- Cellokonzert Nr. 1 Es-Dur op. 107. UA: 4. Oktober 1959 in Leningrad. Solist: Mstislaw Leopoldowitsch Rostropowitsch
- Cellokonzert Nr. 2 G-Dur op. 126. UA: 25. September 1966 in Moskau. Solist: Mstislaw Leopoldowitsch Rostropowitsch

### Sollima, Giovanni(* 1962)
- Cellokonzert, 1992

### Toch, Ernst(1887–1964)
- Cellokonzert op.35, 1925

### Vasks, Peteris(* 1946)
- Cellokonzert No.1, 1993/94, UA: 26. November 1994 in Berlin, Solist: David Geringas

### Villa-Lobos, Heitor(1887–1959)
- Cellokonzert Nr. 1 op. 50, UA: 10. Mai 1919 in Rio de Janeiro. Solist: Newton Pádua
- Cellokonzert Nr. 2 W516, 1953 UA: 5. Februar 1955

### Walton, William(1902–1983)
- Cellokonzert, 1956 UA: 1957 in Boston

### Weigl, Karl(1881–1949)
- Cellokonzert, 1934

### Weinberg, Mieczysław(1919–1996)
- Konzert für Violoncello und Orchester, op. 43, (1948/1956)

### Weingartner, Felix(1863–1942)
- Cellokonzert a-Moll, op. 60, 1916

### Williams, John(* 1932)
- Konzert für Violoncello und Orchester. UA: 1994 in Tanglewood. Solist: Yo-Yo Ma

### Yasushi, Akutagawa(1925–1989)
- Concerto ostinato für Violoncello und Orchester, 1969

### Yun, Isang(1917–1995)
- Cellokonzert, 1976

## Cellokonzerte des 21. Jahrhunderts

### Aa, Michel van der(* 1970)
- Up-close für Violoncello, Streicher und Film. UA: 11. März 2011 in Stockholm. Solistin: Sol Gabetta

### Agobet, Jean-Louis(* 1968)
- Feuermann für Violoncello und Orchester, 2004
- Konzert für Violoncello und Orchester, 2009

### Águila, Miguel del (* 1957)
- Concierto en Tango für Cello und Orchester, 2014

### Chin Un-suk(* 1961)
- Konzert für Violoncello und Orchester, 2006–2008/revidiert 2013 UA: 13. August 2009 in London. Solist: Alban Gerhardt

### Əlizadə, Firəngiz(* 1946)
- Konzert für Violoncello und Orchester, 2002

### Fagerlund, Sebastian(* 1972)
- Cellokonzert Nomade, 2018 UA: 15. Februar 2019 in Hamburg. Solist: Nicolas Altstaedt

### Glass, Philip(* 1937)
- Cellokonzert Nr. 1, 2001. UA: 21. Oktober 2001 in Peking. Solist: Julian Lloyd Webber
- Cellokonzert Nr. 2 Naqoyqats, 2011/12. UA: 30. März 2012 in Cincinnati. Solist: Matt Haimovitz

### Gordon, Geoffrey(* 1968)
- Konzert für Cello und Orchester (nach Thomas Mann’s Dr. Faustus), 2013

### Haas, Georg Friedrich(* 1953)
- Konzert für Violoncello und Orchester, 2004, UA: 9. Juli 2004 in München. Solist: Clemens Hagen

### Hillborg, Anders(* 1954)
- Konzert für Violoncello und Orchester, 2020, UA: 23. Oktober 2020 in Antwerpen. Solist: Nicolas Altstaedt

### Kaipainen, Jouni (1956–2015)
- Konzert für Violoncello und Orchester Nr. 1 op. 65, 2002/03

### Koch, Jesper (* 1967)
- Konzert für Violoncello und Orchester Dreamscapes, 2005-07, UA: 2012. Solistin: Michaela Fukačová

### Lindberg, Magnus(* 1958)
- Cellokonzert Nr. 2, 2013 UA: 18. Oktober 2013 in Los Angeles. Solist: Anssi Karttunen

### Martinsson, Rolf (* 1956)
- Cellokonzert Nr. 1 op. 69a, 2005, UA: 20. April 2005 in London. Solist: Mats Lidström

### Nilsson, Anders (* 1954)
- Cellokonzert, 2019, UA: 13. Februar 2020 in Gävle, Solistin: Amalie Stalheim

### Obermüller, Karola(* 1977)
- Konzert für Violoncello und Orchester Phosphor, 2021, UA: 24. Februar 2021 im Theater Heidelberg, Solist: Julian Steckel[3]

### Rautavaara, Einojuhani(1928–2016)
- Konzert für Violoncello und Orchester Nr. 2 Towards the Horizon. UA: 30. September 2010 in Minneapolis. Solist: Arek Tesarczyk

### Salonen, Esa-Pekka(* 1958)
- Cellokonzert, 2017, UA: 9. März 2017 in Chicago. Solist: Yo-Yo Ma

### Tabakova, Dobrinka(* 1980)
- Konzert für Cello und Streicher, 2008, UA: 20. Oktober 2008 in Amsterdam. Solistin: Kristine Blaumane

### Thoresen, Lasse(* 1949)
- Sinfonisches Konzert für Violoncello und Orchester Journey Through Three Valleys, op. 38, 2008. UA: November 2008 in Oslo. Solist: Truls Mørk

### Vaage, Knut(* 1961)
- Konzert für Violoncello und Orchester Relieff. UA: 8. April 2021 in Bergen. Solist: Amalie Stalheim

### Vasks, Peteris(* 1946)
- Cellokonzert No.2 Klātbūtne (Präsenz), 2011/12, UA: 25. Oktober 2012 in Gent, Solistin: Sol Gabetta

### Zwilich, Ellen Taaffe(* 1939)
- Konzert für Violoncello und Orchester, 2020. UA: 5. März 2020 in Fort Lauderdale. Solist: Zuill Bailey